# Schmidt–Rubin M1889
A fegyvert Rudolf Schmidt, a svájci hadsereg ezredese és az Állami Fegyvergyár igazgatója tervezte. Az első ilyen puskákat 1889-ben rendszeresítette a svájci haderő. 8 év alatt közel 212 000 darabot gyártottak le. Eduard Rubin ezredes, a Thuner lőszergyár munkatársa által kifejlesztett 7,5×53,5 mm-es lőszert használták hozzá. Különlegessége a zárdugyattús závárszerkezetben állt, mely akkoriban szokatlan volt. Egy feszítőszerkezet késztette a zárdugattyút elfordulásra, a zárdugattyúházon belül. Ennek következtében a zárdugattyú végén lévő reteszelőszemölcsök beleakadtak a zárdugattyúház végdarabján kialakított nyílásba. A fegyver későbbi változatán, az M1911-en, ezek a zárdugattyúház elejére kerültek.

## Külső hivatkozások
- swissrifles.com (angolul)